# Paul Rosenstein-Rodan
Paul Narcyz Rosenstein-Rodan (Cracovia, 1902 – Boston, 28 aprile 1985) è stato un economista polacco, esponente della scuola austriaca, fu molto influenzato a Vienna dall'economista "austriaco" Hans Mayer.
Le sue prime pubblicazioni erano incentrate sulle teorie classiche trattate dalla scuola austriaca di allora, ossia teoria economica, utilità marginale, e altre.
Rosenstein-Rodan emigrò verso il Regno Unito nel 1930, dove insegnò all'Università di Londra e al London School of Economics and Political Science fino al 1947. Successivamente venne assunto alla Banca Internazionale per la Ricostruzione e lo Sviluppo e al Massachusetts Institute of Technology, dove fu docente dal 1953 al 1968.
Rodan è uno dei maggiori fautori della cosiddetta teoria Big Push Model. Il suo contributo maggiore a essa è sicuramente l'articolo scritto nel 1943, intitolato Problems of Industrialisation of Eastern and South-Eastern Europe.
Sua sorella fu Erna Rosenstein, poetessa e pittrice surrealista.

## Opere
- Grenznutzen, 1927
- Das Zeitmoment in der Mathematischen Theorie des Wirschaftlichen Gleichgewichtes, 1929
- La Complementarietà: Prima delle tre tappe del progresso della Teoria Economica Pura, 1933
- The Role of Time in Economic Theory, 1934
- A Coordination of the Theories of Money and Price, 1936
- Problems of Industrialization of Eastern and South-Eastern Europe, 1943
- The International Development of Economically Backward Areas, 1944
- Disguised Underemployment and Under-employment in Agriculture, 1956
- Uwagi o teorii "wielkiego pchnięcia", 1959
- International Aid for Underdeveloped Countries, 1961
- Notes on the Theory of the Big Push, 1961
- Criteria for Evaluation of National Development Effort, 1969
- The New International Economic Order 1981